# Галерея эволюции (Париж)
Большая галерея эволюции (фр. Grande galerie de l'évolution du Muséum national d'histoire naturelle) является частью Национального музея естественной истории в Париже. Музей иллюстрирует многообразие и эволюцию живой природы.

## История музея
В рамках программы обновления Музея естествознания, Галерея эволюции получит дополнительное помещение, в котором предполагается разместить детскую галерею разнообразия живой природы. Будущая галерея включит в себя разделы, посвящённые природе городов, реки и тропического леса. Открытие галереи предусмотрено в 2010 году.

## Основная экспозиция
|  | Эволюция жизни (4-й этаж).                         |
|  | Влияние человека на естественную среду (3-й этаж). |
|  | Разнообразие живого мира (1-й и 2-й этажи музея).  |

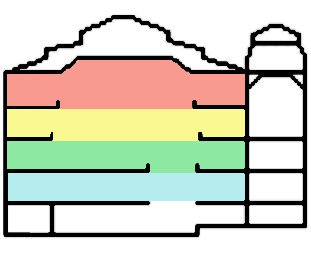
План здания Галереи эволюции в разрезе:

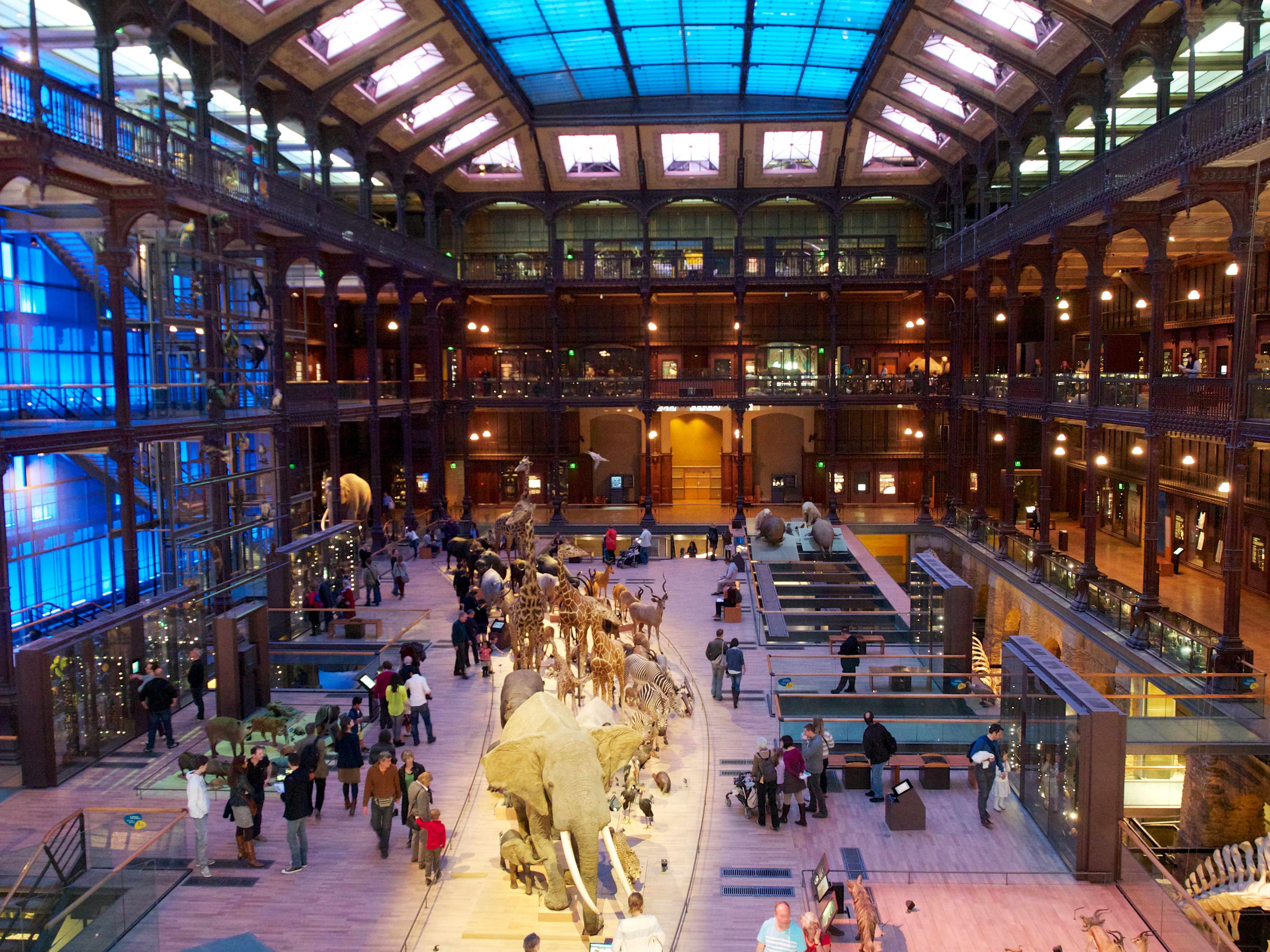
Большой зал Галереи эволюции

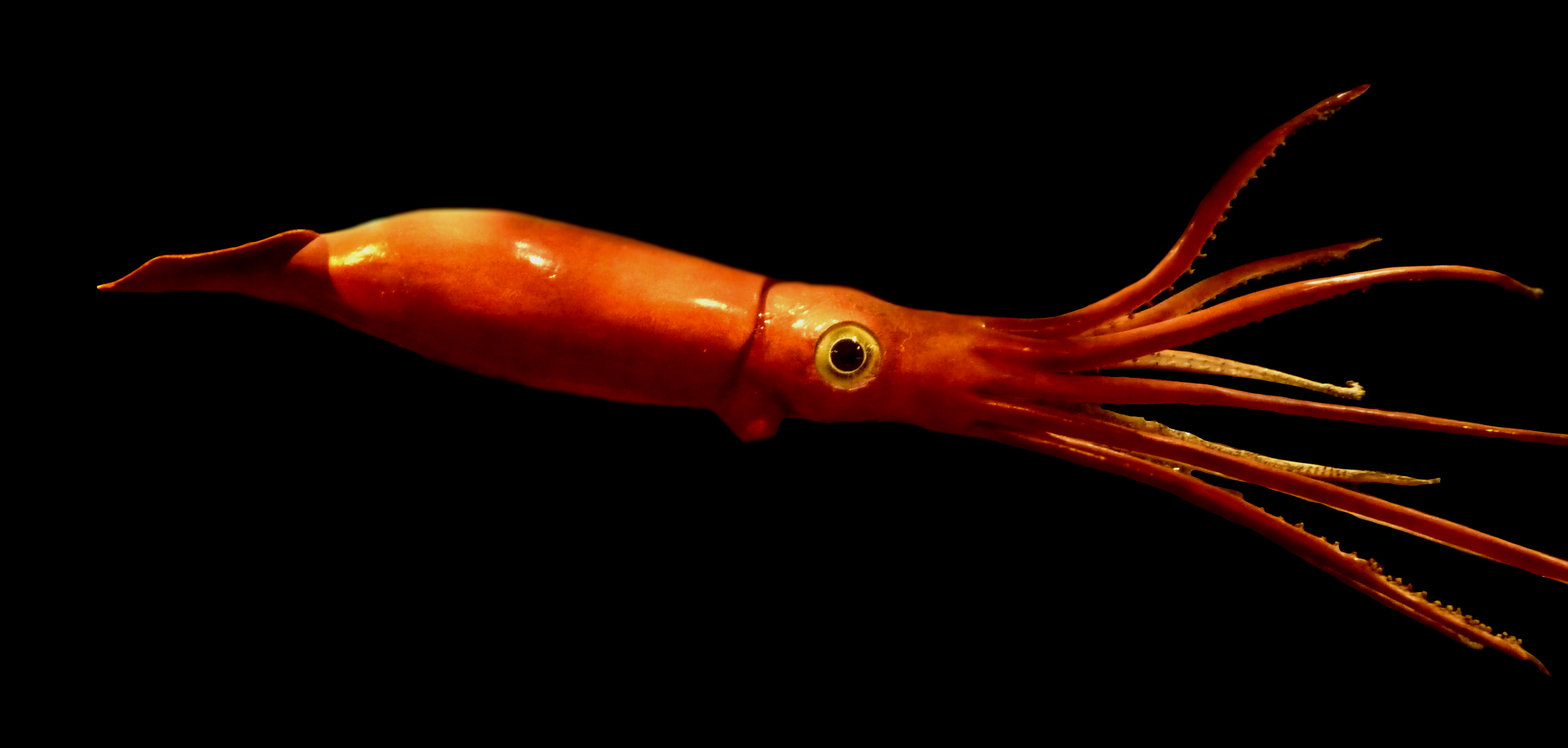
Кальмар Wheke

Коллекция общей площадью в 6000 м² разбита на 3 части:
- Разнообразие живого мира (1-й и 2-й этажи музея);
- Влияние человека на естественную среду (3-й этаж);
- Эволюция жизни (4-й этаж).

В марте 2008 года коллекция (впервые в мире) пополнилась гигантским кальмаром. Прозванный «Wheke» (кальмар на языке маори), этот гигант длиной 6,5 м был пойман в 2000 году в Новой Зеландии, которая подарила его Франции. После долгой работы по пластификации кальмара — замены органической жидкости силиконом (лишь глаза у него искусственные) — он украсил Галерею эволюции.

### Разнообразие живого мира
Первый этаж музея посвящён морским обитателям. Живые организмы сгруппированы по средам их обитания:
- Глубины океанов
- Коралловые рифы
- Морские глубины
- Подводные горячие источники
- Прибрежные воды
- Арктика и Антарктика

Второй этаж представляет живые организмы суши:
- Тропические леса Америки
- Африканская саванна
- Флора и фауна французских заповедников
- Арктика и Антарктика
- Пустыня Сахара
- Классификация видов
- Таксидермия (применительно к коллекции)

### Влияние человека
Третий этаж музея посвящён влиянию человека на живые организмы и их эволюцию. Экспонаты разбиты по следующим темам:
- Охота, рыбалка, собирательство — доисторическая активность человека.
- Приручение домашних животных, искусственный отбор.
- Путешествия и колонизация новых территорий.
- Изменение ландшафта.
- Загрязнение окружающей среды.
- Комплексное влияние единичных факторов.
- Сегодняшнее положение и прогноз на будущее.

### Эволюция жизни
Данный раздел музея представляет эволюцию жизни на Земле от клеток до человека. Затронуты следующие темы:
- История представления человека об эволюции.
- Наследственность и размножение, взгляд генетики на процесс эволюции.
- Устройство клетки, представление о структуре ДНК.
- Естественный отбор.
- Восстановление прошлого, вклад палеонтологии, молекулярной биологии и сравнительной анатомии.
- Вехи эволюции — основные события эволюции жизни: выход на сушу, появление теплокровных и т. д.
- Современный взгляд на эволюцию, последние открытия генетики.

### Дополнительные залы
В зале исчезающих животных собраны 257 животных, занесённых в Красную книгу.
Ещё один зал (зал открытий) содержит множество игр, макетов и других педагогических материалов, позволяющих детям лучше усвоить понятие эволюции.

## Практическая информация
Галерея находится на территории парижского сада растений, ближайшие станции метро — Austerlitz и Jussieu.
Время работы: 10:00 — 18:00, музей закрыт по вторникам и 1 мая.